# الکساندر کوپنیچ
الکساندر کوپنیچ (چکی: Alexander Choupenitch؛ زادهٔ ۲ مهٔ ۱۹۹۴) شمشیرباز اهل جمهوری چک است.